# Lycodes vahlii
Lycodes vahlii is een straalvinnige vissensoort uit de familie van de puitalen (Zoarcidae). De wetenschappelijke naam van de soort is voor het eerst geldig gepubliceerd in 1831 door Reinhardt.